# Куряча сліпота бліда
Куряча сліпота бліда (Nonea pallens) — вид квіткових рослин родини шорстколистих (Boraginaceae).

## Біоморфологічна характеристика
Це однорічна рослина 15–40 см заввишки, щетиниста. Чашечка 5–7.5 мм завдовжки, при плодах 10–13 мм. Віночок блідо-жовтий, 5–7.5 мм завдовжки. Горішки 2.5–2.7 × 3.5–4.2 мм.

## Поширення
Південь Європи (Боснія і Герцеговина, Македонія, Албанія, Румунія, Болгарія, Греція, пд. Україна).
В Україні вид зростає на вапняково-кам'янистих схилах — у Правобережному Степу (Херсонська обл., Бериславський р-н, с. Качкарівка).